# 克魯京卡區

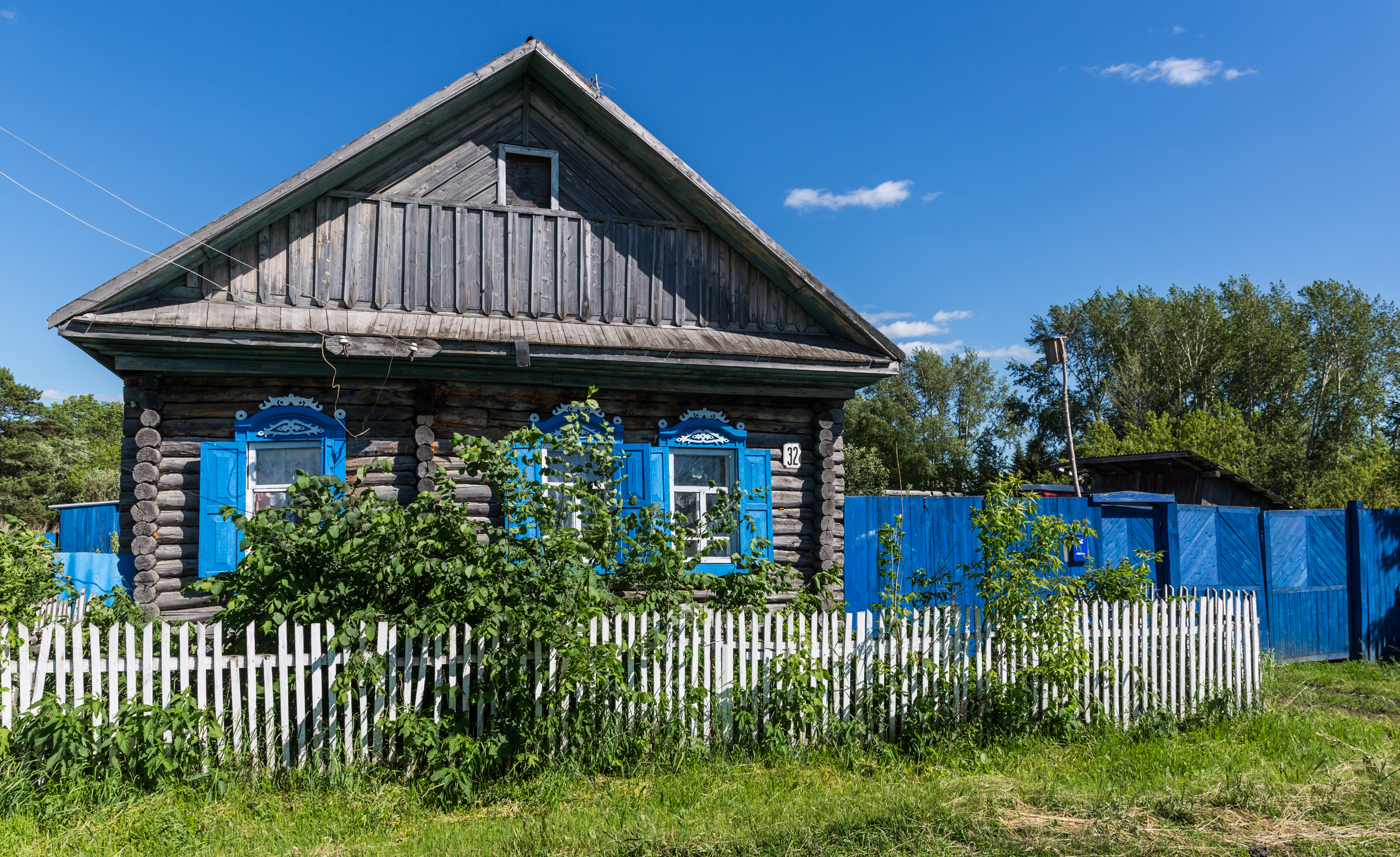

56°00′23″N 71°30′41″E / 56.00639°N 71.51139°E
克魯京卡區（俄语：Крутинский район），是俄羅斯的一個區，位於該國西南部，由鄂木斯克州負責管轄，面積5,800平方公里，2010年人口17,408，人口密度每平方公里3人。